# Elza Brandeisz
Erzsébet „Elza” Brandeisz (ur. 18 września 1907 w Budapeszcie, zm. 6 stycznia 2018) – węgierska nauczycielka rytmiki, wyróżniona medalem Sprawiedliwy wśród Narodów Świata.

## Życiorys
Z zawodu była nauczycielką rytmiki. W czasie II wojny światowej ukrywała osoby pochodzenia żydowskiego. Wśród ukrywanych przez nią osób była Erzsebet Szűcs oraz przez krótki czas także jej syn George Soros. Po wojnie uczyła w szkole w Vörösberény nad Balatonem, zaś po przejściu na emeryturę osiadła w mieście Sopron. W 1995 została wyróżniona medalem Sprawiedliwy Wśród Narodów Świata. W momencie poprzedzającym śmierć była najstarszą mieszkanką Sopronu. Zmarła we własnym mieszkaniu 6 stycznia 2018.